# Богуцький Юрій Петрович
Ю́рій Петро́вич Богу́цький (24 вересня 1952, Миколаївка, Великолепетиський район — 14 травня 2019) — український політик. Академік Національної академії мистецтв України. Заслужений діяч мистецтв України, професор, кандидат філософських наук, директор Інституту культурології АМУ.

## Біографія
Богуцький Юрій Петрович народився 24 вересня 1952 року в селі Миколаївка Великолепетиського району Херсонської області.
Закінчив Херсонське училище культури, за спеціальністю «режисер», Київський державний інститут культури, за спеціальністю «клубний працівник вищої кваліфікації, керівник театрального колективу», Вищу партійну школу при ЦК КПУ, за спеціальністю «політолог».
У 1975—1991 рр. — був на комсомольській і партійній роботі в Херсоні та в Києві.
У 1991—1992 рр. — заступник Міністра культури України.
У 1992—1994 рр. — помічник Президента України, 1994—1995 — в.о. професора Інституту підвищення кваліфікації працівників культури, 1995—1997 — радник Прем'єр-міністра України, 1997—1999 — помічник Прем'єр-міністра України.
Січень 1999 — серпень 1999 — начальник Управління з гуманітарних питань Адміністрації Президента України, 1999—2001 — заступник Голови АП, керівник головного управління з питань внутрішньої політики.
У серпні — грудні 1999 р. (4-й Міністр культури), у червні 2001 — лютому 2005 рр. — (5) міністр культури і мистецтв, у листопаді 2006 — грудні 2007 — (6) міністр культури і туризму України. Працював заступником Голови Секретаріату Президента України. 19 березня 2010 вийшов у відставку, 31 березня 2010 — радник Президента України.
З грудня 2010 року — по лютий 2013 року Богуцький працював першим заступником міністра культури, а потім був призначений на посаду радника президента — керівника Головного управління з питань гуманітарного розвитку Адміністрації.
Президент Петро Порошенко перепризначив Юрія Богуцького на посаду радника Президента. Про це йдеться в указах № 731—732 від 16 вересня 2014 року. Так, Порошенко одним указом звільнив Богуцького з посади радника президента — керівника Головного управління з питань гуманітарного розвитку Адміністрації президента, а іншим — призначив радником президента.
Помер 14 травня 2019 року після тривалого перебування в комі внаслідок перенесеної на початку весни 2019 року операції. Похований на Звіринецькому кладовищі. 

## Нагороди
- Командорський хрест із зіркою ордена святого Григорія Великого (Ватикан, 11 грудня 2001)[4][5]
- Орден «За заслуги» III ступеня,
- Почесна грамота Верховної Ради України.
- Лауреат Міжнародної премії імені Григорія Сковороди (2006).[6]

## Особисте життя
Юрій Богуцький був одружений та мав двох доньок.